# Polytmus milleri
El colibrí de tepui o colibrí de los tepuyes (Polytmus milleri) es una especie de ave apodiforme de la familia Trochilidae, una de las tres pertenecientes al género Polytmus. Es endémico de la región de los tepuyes en América del Sur.

## Distribución y hábitat

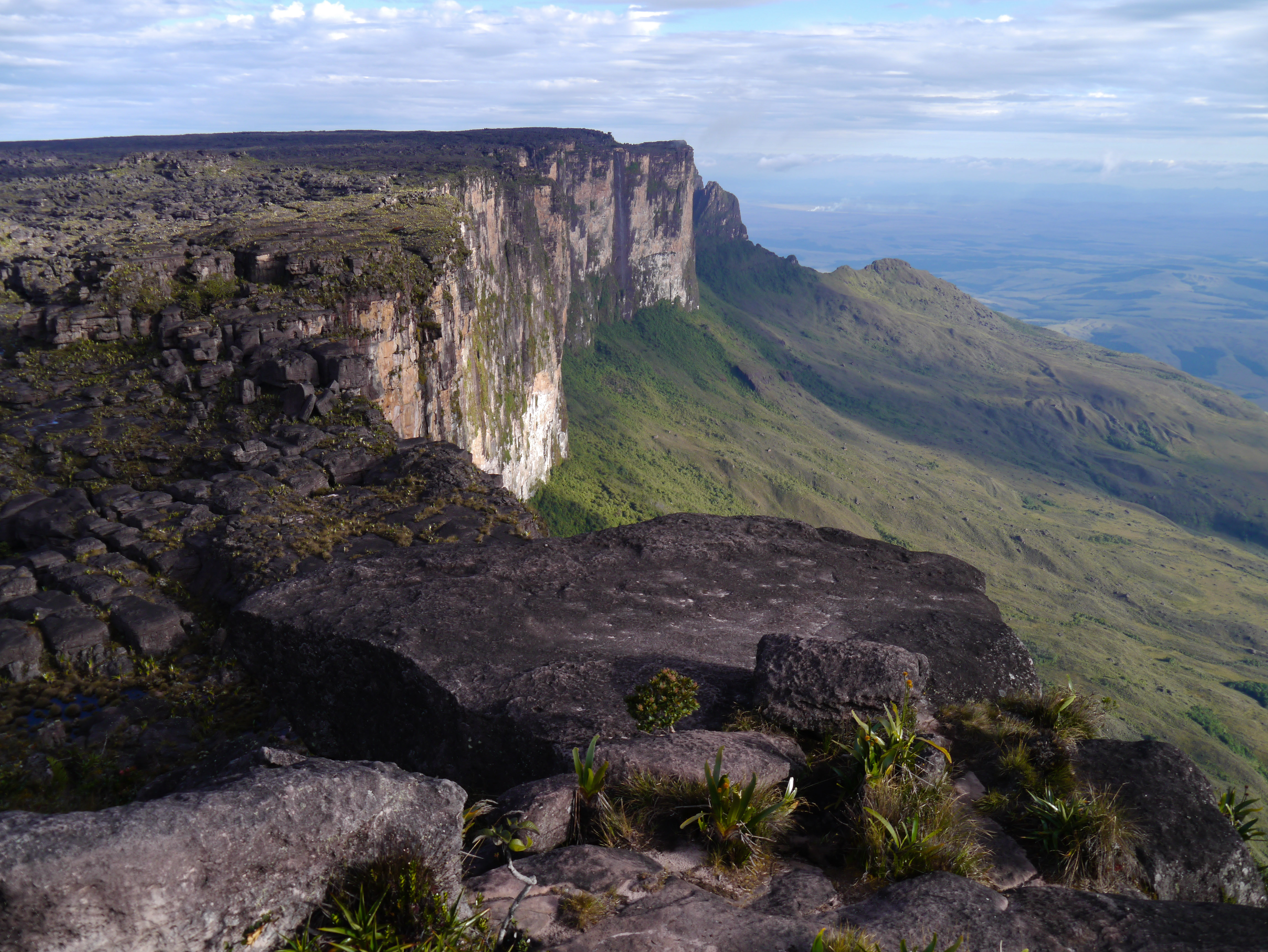
Laderas del Monte Roraima, ejemplo de hábitat de la especie.

Se distribuye únicamente por los tepuyes del sur y sureste de Venezuela (Duida, Jaua, Auyantepui, Ptarí, Roraima y Sierra de Pacaraima); probabemente también en las adyacencias de Guyana y extremo norte de Brasil (Roraima).
Esta especie, poco conocida, es considerada de poco común a localmente común en sus hábitats naturales: los bordes de bosques nubosos, matorrales con árboles dispersos en altitudes entre 1300 y 2200 m. Forrajea solitario bien bajo en la periferia de la vegetación.

## Sistemática

### Descripción original
La especie P. milleri fue descrita por primera vez por el ornitólogo estadounidense Frank Michler Chapman en 1929 bajo el nombre científico Waldroni milleri; su localidad tipo es: «Monte Duida, 4700 pies (1432 m), Venezuela». El holotipo, un macho adulto recolectado el 13 de febrero de 1929, se encuentra depositado en el Museo Americano de Historia Natural en Nueva York, bajo el número AMNH 245918.

### Etimología
El nombre genérico masculino «Polytmus» proviene de la palabra del griego «politimos» que significa ‘valioso’, ‘costoso’; y el nombre de la especie «milleri», conmemora al zoólogo estadounidense Waldron DeWitt Miller (1879–1929).

### Taxonomía
Descrita en un género monotípico Waldronia, ya fue colocada en el pasado en el género Agyrtria. Es pariente próxima de Polytmus guainumbi. Es monotípica.